# レットパレーナ
レットパレーナ（イタリア語: Lettopalena）は、イタリア共和国アブルッツォ州キエーティ県にある、人口約300人の基礎自治体（コムーネ）。

## 地理

### 位置・広がり

#### 隣接コムーネ
隣接するコムーネは以下の通り。
- コッレディマーチネ
- モンテネロドーモ
- パレーナ
- タランタ・ペリーニャ